# Jeff Loomis
Jeff Loomis (nascido em 14 de setembro de 1971) é um músico americano, mais conhecido por seu papel como guitarrista na banda de metal progressivo Nevermore. Em novembro de 2014, foi anunciado como guitarrista da banda sueca de death metal melódico Arch Enemy.

## Biografia
Jeff se apaixonou pela guitarra quando ouviu o álbum Perpetual Burn, de seu ídolo Jason Becker. Jeff também teve grandes influências do guitarrista suéco Yngwie Malmsteen.
Quando tinha 12 anos, começou a aprender guitarra e piano e praticava por horas a fio. Quando tinha 16 anos, após vencer um concurso em Wisconsin, participou de uma audição para substituir Jeff Young no Megadeth. Dave Mustaine, líder da banda, agradeceu e disse que Jeff seria um grande guitarrista, mas não poderia ficar com a vaga devido a sua idade e falta de experiência. Jeff contou sobre a audição a Marty Friedman, guitarrista do Cacophony, que ficou interessado e, mais tarde, acabou entrando para a banda. Ironicamente, em 2005, Jeff Loomis dividiu o palco com o Megadeth durante a Gigantour.
Jeff entrou na banda Sanctuary durante a turnê do álbum Into The Mirror Black, depois que Lenny Rutledge deixou a banda. Logo em seguida a banda se separou e ele formou o Nevermore junto com os ex-membros do Sanctuary, Warrel Dane e Jim Sheppard. Com o Nevermore, Jeff Loomis gravou 7 álbuns, 1 EP e 1 DVD ao vivo. Ele deixou a banda em 2011 junto do baterista Van Willians. Desde então o grupo não mais se reuniu.
Ainda como guitarrista do Nevermore, Jeff entra em estúdio em março de 2008 para gravar seu primeiro álbum solo Zero Order Phase. O álbum conta com participações especiais, como a de Pat O'Brien, ex companheiro de Jeff no Nevermore. O'Brien saiu do Nevermore para integrar a banda de death metal Cannibal Corpse, e divide os solos com Jeff na música Race Against Disaster. O álbum também conta com a participação do Guitarrista Ron Jarzombek, que divide os solos com Jeff na música Jato Unit. Também participam o baixista de Jazz Michael Manring e o baterista Mark Arrington. O álbum de Jeff foi muito bem recebido pela critica, as músicas Devil Theory e Miles of Machines foram consideradas obras primas da guitarra. Canções como Azure Haze e Shouting Fire at Funeral, mostram como Jeff é confiante e assombroso.
Seu segundo álbum solo, Plains of Oblivion, foi lançado pela Century Media em 9 de abril de 2012 na Europa, e no dia 10 de abril na  América. O álbum apresenta grandes nomes da música que foram convidados por Jeff para fazer parte do seu segundo álbum solo, são eles;
Marty Friedman ex-Megadeth, que divide os solos com Jeff na música Mercurial, o guitarrista Tony MacAlpine, que divide os solos com Jeff na composição The Ultimatum, e o ex-Megadeth, Chris Poland, que assombra junto com Jeff na música Continuum Drift. O vocal presente nas músicas Chosen Time e Tragedy and Harmony foram feitas por Christine Rhoads, sobrinha do falecido guitarrista Randy Rhoads, que trabalhou com Ozzy Osbourne. O vocalista Norueguês Ihshan faz os vocais na canção Surrender. Jeff também divide os solos com o guitarrista Attila Voros. Jeff não deixou nada desejar no seu segundo álbum, que novamente foi muito bem recebido pela critica.
Em 2013 Jeff gravou o EP Requiem for the Living, com quatro canções. As músicas presentes  são Requiem for the Living, já presente no álbum Plains of Oblivion, A Liars Chain, Speak of Nothing e Glass Roots.
Em 2014, Jeff Loomis se juntou a Keith Merrow, Alex Webster (Cannibal Corpse), e Alex Rudinger (The Faceless), Formando o Conquering Dystopia, lançando seu debut com ajuda dos fãs através de um financiamento coletivo.
No dia 17 de novembro de 2014, Jeff Loomis se tornou guitarrista da banda Arch Enemy. Loomis ficou na banda por 9 anos, até seu desligamente ter sido anunciado em dezembro de 2023. 